# Salvage (Angel)
Salvage (conocido en América Latina como Salvaje y en España como Salvamento) es el decimotercer episodio de la cuarta temporada de la serie de televisión estadounidense de drama sobrenatural y terror Ángel. El guion del episodio estuvo a cargo del guionista David Fury mientras que la dirección general estuvo a cargo de Jefferson Kibbee. Su estreno en los Estados Unidos fue el 5 de marzo de 2003 por The CW.
En este episodio Wesley decide liberar Faith de la prisión y convencerla de unirse al equipo de Investigaciones Ángel para rastrear a Ángelus y de esa manera encontrar la manera de regresar a Ángel. Mientras que a espaldas de todos, Cordelia se revela como la ama de la bestia y se prepara para su siguiente movimiento al intentar reclutar a Ángelus.

## Argumento
Ángelus se encuentra el cadáver desangrado de Lilah y decide alimentarse con lo que queda de su sangre, decepcionado por no haber podido asesinarla. El vampiro termina siendo atrapado en el acto por Wesley y Gunn, quienes sospechan que el desalmado alter ego de su jefe fue responsable de la muerte de la abogada. Creyendo que Ángelus pudo engendrar a Lilah como vampiro, todos consideran destruir el cuerpo de su antigua enemiga. Wesley se ofrece a hacerlo y al prepararse para decapitar el cadáver de su pareja, este termina teniendo alucinaciones donde sostiene una plática con la misma sobre la relación que los dos tenían. Lorne le sugiere al resto del equipo realizar el hechizo del santuario en el Hyperion y de esa manera evitar más muertes. Solo Connor es el único que se mantiene firme en la sugerencia de matar a Angelus por el bienestar de los demás, pero termina deteniéndose al contemplar a Cordelia desmayarse, al parecer en señal de sus heridas provocadas por Ángelus. 
En un bar de demonios, Ángelus hace público su regreso, provocando que sea recibido calurosamente entre los demonios y demás vampiros. Poco después el vampiro posa su interés en localizar a la bestia. Con ayuda de dos vampiros, Ángelus es enviado a un lugar donde se dice que es el refugio de la bestia, pero es el propio Ángelus quien consigue desmentir el rumor al ser atraído a la guarida del demonio con la sangre de Lilah. Allí la bestia le comenta que su amo tiene planes para él y que pueden trabajar juntos. Ángelus se rehúsa a aceptar la propuesta afirmando que no recibe órdenes de lacayos y se retira. De las sombres sale Cordelia quien le comenta a la bestia que el vampiro es crucial en sus planes y que de una u otra forma podrán reclutarlo. 
En la prisión donde Faith está siendo retenida, la segunda cazavampiros activa en el presente es atacada por una compañera usando un cuchillo muy parecido al que usan los causantes del primer mal, Faith se las arregla para derrotar a Debbie sin matarla. Wesley por su parte decide, a espaldas de todos sus amigos y sin consultar su opinión, visitar a Faith y convencerla de ayudarlos en su causa. En un principio Faith se niega a participar pero al escuchar que Ángelus ha vuelto, la cazavampiros y quien fuera su vigilante en el pasado, por fin consiguen trabajar juntos y escapar de la cárcel para ir a Los Ángeles.
Luego de poner al corriente a Faith con todo lo que le ha ocurrido al equipo en los últimos años y tras comprobar que la misma no está "oxidada" en sus habilidades de pelea. Wes y Faith llegan al Hyperion con su nuevo y renovado plan de capturar a Ángelus vivo y conseguir ponerle el alma de nuevo. Gunn y Connor se unen a la misión para poder derrotar al vampiro con más rapidez. Mientras rastrean al vampiro, Connor se descontrola y a consecuencia de esto es enviado al Hyperion de nuevo por no poder seguir órdenes.
En otra parte de Los Ángeles, Ángelus se entera por parte de otros vampiros que una cazadora esta en la ciudad y tras comprobar por una llamada telefónica a Dawn que la que está en Los Ángeles es Faith, el malvado vampiro prepara un escenario para su inevitable enfrentamiento con la cazavampiros. Faith y Wesely interceptan a Ángelus en un edificio abandonado, lugar donde el exvigilante es distraído por otros vampiros. Mientras tanto Faith se enfrenta a la bestia por un enfrentamiento arreglado por Ángelus, durante la pelea Faith es enormemente superada y herida por el demonio de piedra. Justo cuando parecía que la Bestia iba a eliminar la cazadora, Ángelus aprovecha la distracción para matar al demonio con la estaca hecha de sus huesos y, con este acontecimiento, el sol vuelve a restaurarse. 
Ángelus contempla eliminar a Faith, pero esta se las arregla para salvarse al exponerse a luz solar. Mientras tanto en el Hyperion, Connor le da la noticia a Cordelia de que el sol regresó. Cordelia aprovecha la oportunidad para confesarle que está embarazada de un hijo suyo.

## Elenco

### Principal
- David Boreanaz como Ángelus.
- Charisma Carpenter como Cordelia Chase.
- J. August Richards como Charles Gunn.
- Amy Acker como Winifred Burkle.
- Vincent Kartheiser como Connor.
- Alexis Denisof como Wesley Wyndam-Pryce.

## Producción

### Redacción
El guionista David Fury estuvo complacido de escribir para el personaje de Faith una vez más: "Amo su voz. Y por alguna razón, solo viene a mi," comento. "Tiene una actitud que es divertida de escribir, diciendo cosas que son provocativas o sucias o carentes de-color... Esas son las cosas más cómodas de hacer para mi." Sin embargo, encontró desafiante escribir las escenas entre Lilah y Wesley porque nunca había escrito para Lilah antes, a pesar de que "resultó mejor de lo que imagine," comento Fury.

### Continuidad
- Ángelus mata a la bestia y con ello el sol regresa. Al ver esto Angelus comenta sarcásticamente que no esperaba que al hacerlo fuera parecido a lo ocurrido en la fantasía de Ángel (Awakening)
- Faith escapa de la prisión y ayuda a Investigaciones Angel.
- Cordelia se revela como la villana detrás de los ataques de la bestia y que está embarazada de Connor tras su encuentro sexual. (Apocalypse, Nowish).
- Connor menciona brevemente que él es "el destructor". Una referencia al apodo que tenía en la dimensión demoníaca donde vivía.(The Price)

Ocurre un nuevo crossover con Buffy, la cazavampiros, al presentar a Faith siendo atacada por una asesina que al parecer fue contratada por Los Causantes del primer mal, lacayos del primer mal, quien a lo largo de la séptima temporada de la serie se la pasan cazando y buscando asesinar a todas las cazadoras activas y las potenciales. En el mismo episodio Ángelus habla con la residencia Summers estableciendo contacto con Dawn y enterándose de que no es Buffy quien está aliada con Investigaciones Ángel sino Faith. Esta escena no es mostrada en ningún episodio de Buffy, pero se sabe que ocurre durante los acontecimientos de la temporada siete.